# SketchUp
SketchUp（スケッチアップ）は、パソコン用の3次元モデリング・ソフトウェアである。直感的な操作性により習得が容易で、無償版も用意されていることから、建築や教育分野を始めとしてプロ・アマチュアを問わず広く普及している。

## 概要

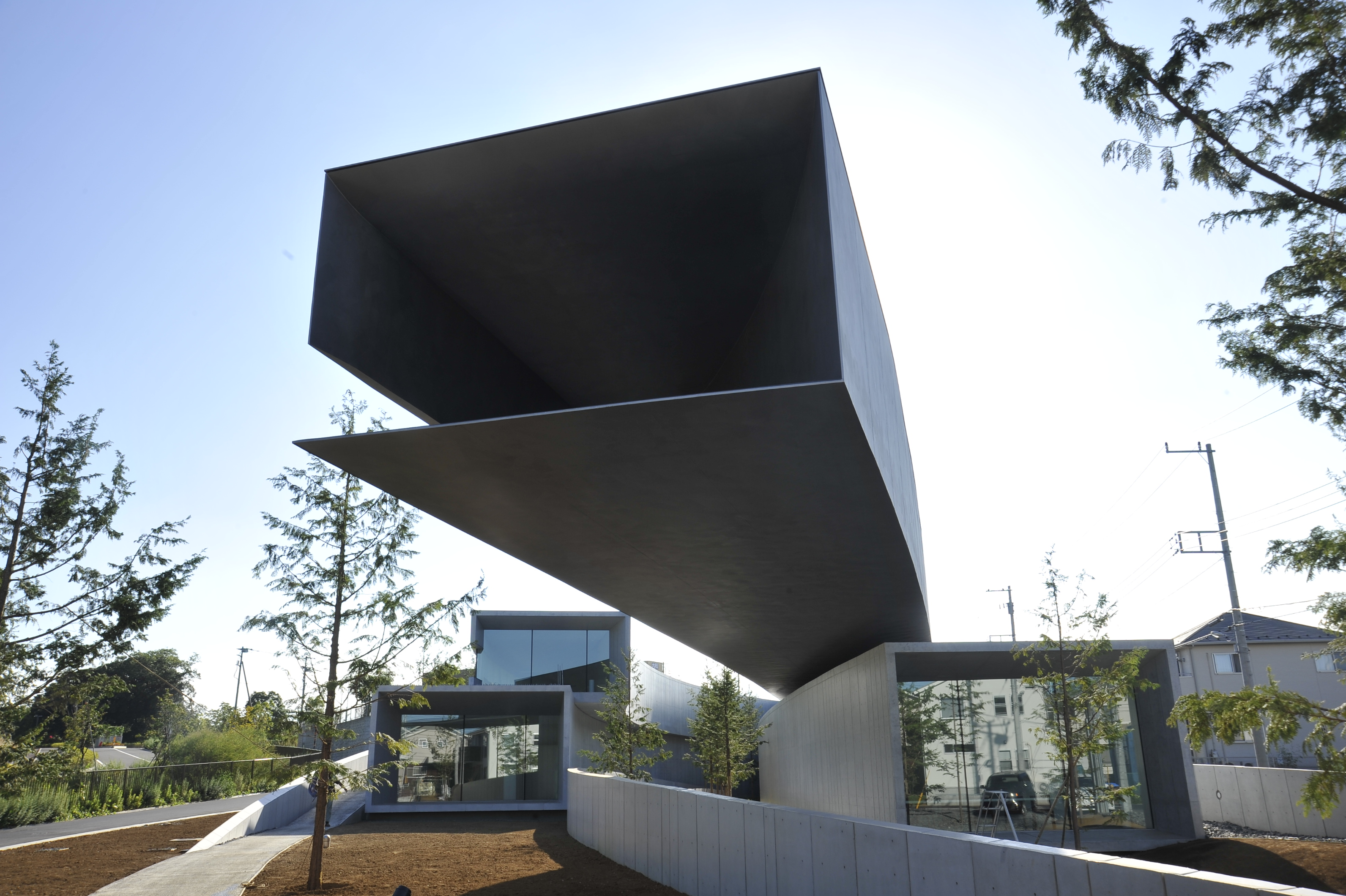
千葉県に建つホキ美術館。設計者の日建設計山梨知彦は、この建物のデザインスタディをSketchupで行った。

米トリンブルが開発・提供している3Dデザインツール。元々、SketchUpは米@Last Softwareが開発と販売を行なっていたが、Googleが同社を2006年3月に買収して全ての権利を引き継いだ。2012年5月に現在のトリンブルに買収されている。
2020年現在、プロフェッショナル向けのSketchUp Pro、DIYやメイカー向けのSketchUp Shop、無償のSketchUp Freeという3つの版がある。SketchUp Proにはデスクトップ版とwebアプリ版があるが、Free版およびShop版は2017年よりweb版のみが提供されている。無償版はローカルへのファイル保存形式が独自ファイルのSKPファイルのみ、エクスポートがSTLファイルのみとなるほか、Extension（拡張機能）をサポートしない、商用利用の禁止などの制限がある。

## 歴史

### @Last Software
SketchUpは1999年、コロラド州ボルダーで設立された新興ベンチャー企業、@Last Softwareによって「みんなの3D（3D for Everyone）」というキャッチフレーズを掲げ、汎用3D作成ツールとして開発された。このキャッチフレーズはトリンブルに開発が移行した2013年現在でもSketchUpのサイトで見ることができる。
@Lastではバージョン5までのアップデートが行われた。現在もモデリングの基本となっているプッシュ・プルツールは、2000年11月22日に合衆国にて特許が出願されている。

### Google
SketchUpは当時Google Earthの機能強化を進めていたGoogleの目に止まり、2006年3月14日、@Lasts社は買収され、同年2006年4月27日 に"Google SketchUp"が公開される。
2007年1月9日に公開されたSketchUp 6にはプレゼンテーション作成ツールのLayout、線に沿って面を押し出すフォローミーツールが搭載される。
2008年11月17日にはSketchUp 7が公開、Google3Dギャラリーとコンポーネントブラウザが統合され、動的コンポーネントが追加される。
2010年9月1日には写真照合やシーンのサムネイルなどをサポートしたSketchUp 8がリリースされた。

### Trimble
2012年4月26日、カリフォルニア州サニーベールに本社を置くGPS測量機器大手のトリンブルが、GoogleからのSketchUpを購入を発表、2012年6月1日には買収を完了した。
2013年5月21日、トリンブルは買収後の初のバージョンとなる商用版SketchUp Pro 2013および無償版の後継バージョンSketchup Make 2013を新ドメイン“sketchup.com”上で提供を開始した。このバージョンからインストール先の標準フォルダが“Google”から“Sketchup”へと変更された。
2014年2月26日にSketchup 2014がリリースされた。
2014年11月4日にSketchup 2015がリリースされた。
2015年11月17日にSketchup 2016がリリースされた。
2016年11月7日にSketchup 2017がリリースされた。
2017年11月14日にSketchUp 2018がリリースされた。SketchUp Makeは廃止され、Web版のmy.SketchUpはSketchUp Freeに改名された。

## 機能と特徴

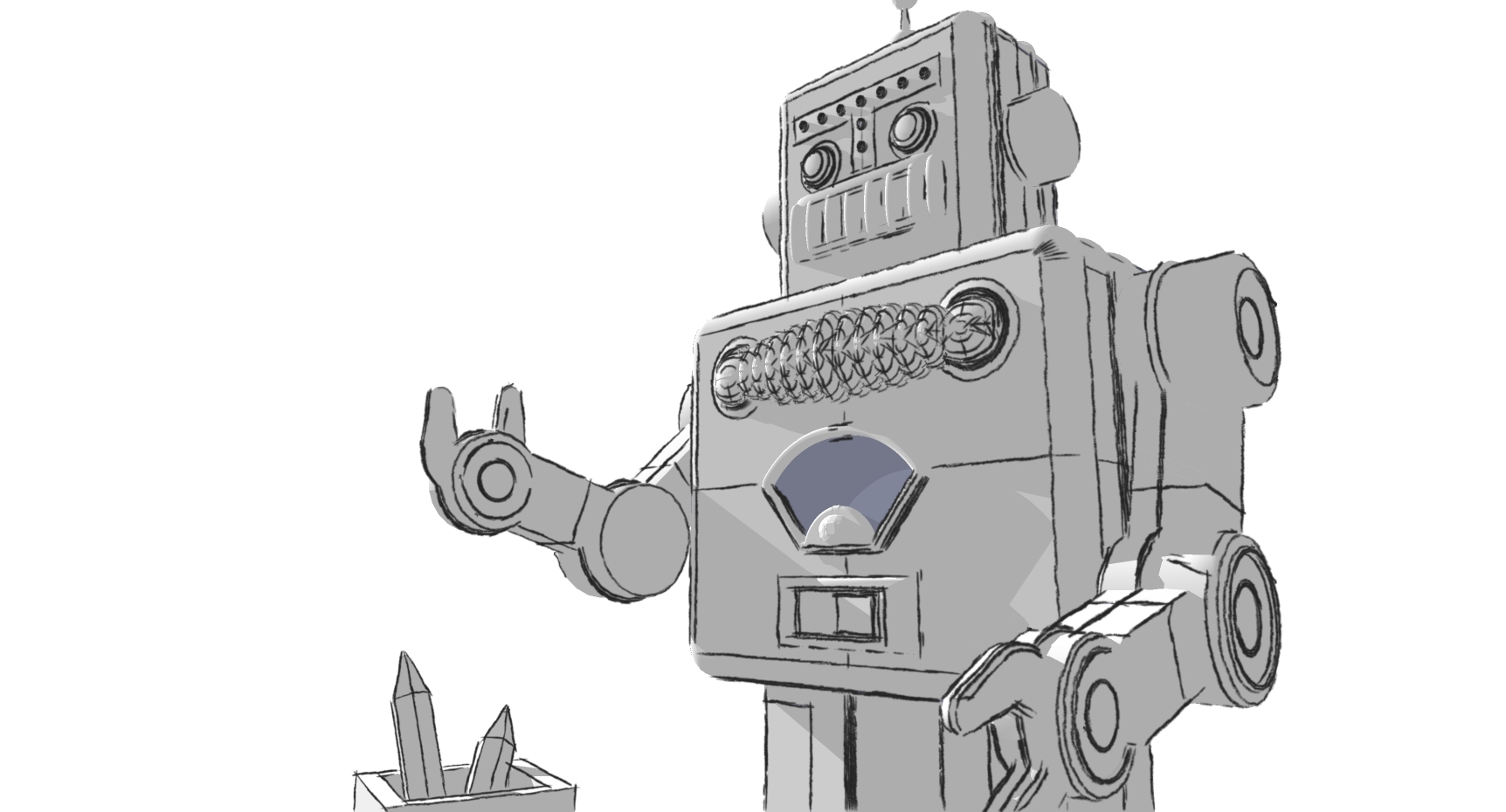
スケッチエッジで表現した画像

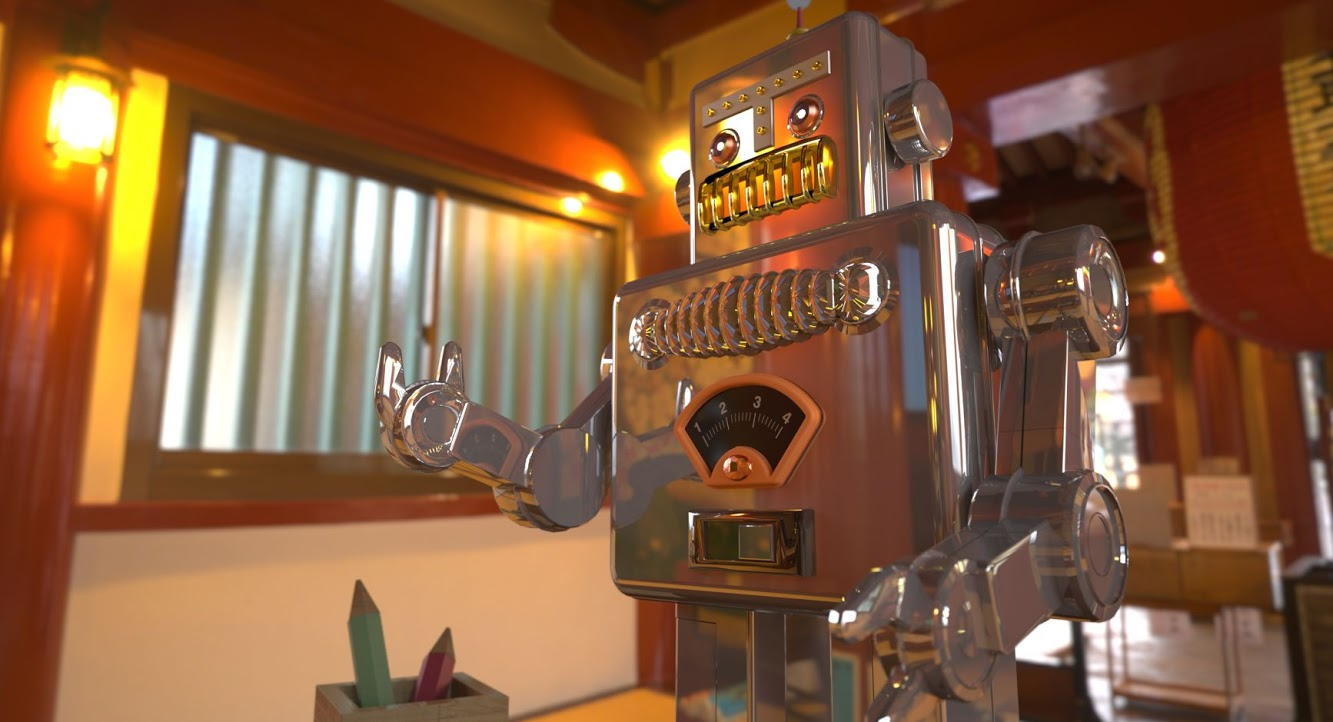
SketchUpでモデリングしたデータをMaxwell Renderでレンダリングした画像

### モデリング
プッシュ・プルと呼ばれるツールなどを用い、3次元空間で見たままの状態で感覚的な3Dモデリングを行うことができる。3次元空間での操作を容易にするため、マウスポジションによる推定機能が充実している。また、数値による正確なモデリングも可能である。
反面、サンドボックスと呼ばれる自由曲面を作成するツールも用意されているものの、人体や自然造形、自動車などの複雑で有機的な曲線を精密に作るには高い習熟レベルを必要とする。
モデルはサーフェスモデルのポリゴンモデルであるが、レンダリングにより擬似曲面のモデリングも可能である。

### レンダリング
通常、ハイエンドの3Dソフトウェアはモデリングツールとレンダリングツールが分離しているが、SketchUpでは画面に表示された状態がそのまま最終的な出力となる。このため、ポリゴン数が大きいモデルを作成する場合は高性能のグラフィックボードが必要となる。
画面の表示設定は「スタイル」として管理され、ワイヤーフレーム、シェーディング、モノクロームなどの面の表現やエッジの幅、空や地面の表示形式を複数設定して切り替えることができる。
ポリゴンのエッジと輪郭を描画するトゥーンレンダリングをリアルタイムに生成することができる。ペンや鉛筆の描画を表現するため、スケッチエッジと呼ばれるエッジ表現や端点や線の突き出しの調整が可能である。
光源については、グローバルイルミネーションや屋内照明はサポートされておらず、太陽光の濃淡のみの表現となる。このため、フォトリアルなレンダリング結果を得るためには以下のようなサードパーティ製の外部プラグインが必要となる。
- 無料
  - Kerkythea (Thea Renderの前身)
  - LuxRender (オープンソース)
- 有料
  - V-ray
  - Maxwell Render
  - Thea Render
  - Twilight Render (Kerkytheaエンジン)
  - SU Podium (Krayエンジン)
  - Indigo Renderer
  - FluidRay RT
  - KeyShot
  - IRender nXt (nXtRenderエンジン)
  - Artlantis (REDsdkエンジン)
  - Allura GPU (Irayエンジン)

等角投影、遠近法（パースペクティブ）に加え、建築パースで用いられる2点透視法で表示することが可能である。

### マテリアル
jpgやpng形式の画像を面に貼り付け、モデルの素材を表現することができる。マテリアルは個別に透過度を設定することができるほか、png画像については透明がサポートされている。鏡面や反射、表面の凹凸を表現するためには外部プラグインによるマテリアルの設定およびレンダリングが必要になる。
マテリアルは回転、傾斜、拡大縮小することが可能である。
SketchUp2018では「Section Cut Fill」という機能が追加され、断面平面でカットされた面を塗りつぶすことが可能になった（SketchUpはサーフェスモデルのため、それまでは厚みのある壁を断面平面でカットした際に、壁の内部が見えていた。）

### 3D Warehouse
Googleが買収後、「Google 3D ギャラリー」の提供が開始された。ここではGoogle Earthで閲覧できる建物データや世界中のモデル作成者がデータを公開しており、SketchUpに直接ダウンロードすることができる。トリンブル買収後は「Trimble3Dギャラリー」に名称変更したが、2014年途中まで2年間ほどはGoogleドメインで引き続き運用されていた。2014年に名称が「3D Warehouse」に変更され、ドメインもsketchup.comに移転した。3D Warehouseに移行後も、モデルデータの提供方法や利用ライセンスなどについては、おおむねGoogle 3D ギャラリー時代から変更されていない。

### アニメーション
カメラを自由に配置し、それぞれにモデルの表示／非表示切り替え、断面カットの位置、影の設定（時刻、オン・オフなど）をシーンとして設定することができる。このシーン間をスムーズに視点移動させることでアニメーションを作成することができる。作成したアニメーションはaviやjpeg形式で出力し、ムービーを作成することができる。
通常のモデルは移動しないが、動的コンポーネントを利用することによって、モデルを移動したり回転させることができるほか、SketchyPhisicsなどの外部プラグインを用いることによって物理シミュレーションを行うことが可能である。

### コンポーネントとグループ
モデルをコンポーネント化し複製した後、ひとつのコンポーネントを変更すると他のコンポーネントにも変更が反映される。
コンポーネントは面に配置した際に穴を開けることができるため、壁に窓を配置する時に便利である。また、カメラに向かって常に正対するように設定することができるため、2次元で作図された樹木や人物を配置した場合でも擬似的に立体に見えるように扱うことができる。
グループも同様にモデルをひとつのまとまりとして扱うが、変更が他のグループに反映されない点がコンポーネントと異なる。
ファイルの整合性を簡便に保つため、コンポーネントは外部参照ではなく全てファイルの内部に保存される。一度利用したコンポーネントは配置しなくてもファイル内部に保持されるため、大量のコンポーネントを作成するとファイルサイズが非常に大きくなることがある。

### ファイル形式
ファイルは基本的にクラウドに保存されるが、ローカルに保存することもできる。商用版は独自ファイルのSKPファイル形式の他、様々なファイル形式のインポート及びエクスポートをサポートしている。ただし無償版のSketchUp Freeはローカルへの保存がSKPファイルのみ、エクスポートがSTLファイルのみとなる。

### 写真からの3Dモデル作成
「写真照合」と呼ばれる機能を用いて写真のパースペクティブをなぞることで3Dモデルを構築することができる。図面が入手できない場合やGoogle Earth用の簡易なモデルデータ作成に利用されている。

### プラグイン
プログラミング言語Rubyを用いてプラグインを開発することができる。本体のみでは作成の難しい形状（螺旋、面フィレット、ベジェ曲線など）をパラメータ入力により自動作成したり、外部のレンダリングエンジンへの出力をプラグインが商用・非商用を問わず豊富に用意されている。無償版にも同様の機能が備わっているため、プラグインは商用版と同様に動作する。
SketchUp pro 2013からはExtension Warehouseと呼ばれる機能が追加され、web上から直接プラグインをインストールすることが可能になった。

## 参照・出典
1. ↑  “What's New with SketchUp Pro [in 2019?]”. blog.sketchup.com. 2020年3月25日閲覧。
2. ↑  “SketchUp Hardware and Software Requirements”.   Trimble. 2016年4月27日閲覧。
3. ↑  GoogleSketchUpProセミナー 2009.07.10 山梨知彦氏基調講演 vol.2
4. ↑  Trimble社によるGoogle SketchUp買収を伝えるロイターの記事（2012年4月26日）『Trimble Navigation to buy Google's SketchUp』
5. ↑  System and method for three-dimensional modeling US 6628279 B1
6. ↑  SketchUp Pro 2018 released and SketchUp Free, a new web-based version, announced CGPress 2017年11月15日
7. ↑  SketchyPhysicsWiki（英語サイト）

## 関連書籍
※『書名』著者・編集者（出版社・出版元、出版年）
- 『Google SketchUp パーフェクト 入門編』阿部秀之/著（エクスナレッジ、2007年）
- 『Google SketchUp パーフェクト 実践編』阿部秀之/著（エクスナレッジ、2007年）
- 『Google SketchUp for Professional』中平雅文・田中雅子/著（九天社、2008年）
- 『Google SketchUp スーパーマニュアル』山梨知彦/著（日本実業出版社、2008年）
- 『Google SketchUp 日本語版 パーフェクト 入門編』阿部秀之/著（エクスナレッジ、2008年）ISBN 978-4-7678-0786-7